# Kreuz für Verdienste um das Militär-Brieftaubenwesen
Das Kreuz für Verdienste um das Militär-Brieftaubenwesen wurde am 17. Dezember 1917 vom Preußischen Kriegsministerium gestiftet und von Kaiser Wilhelm II. genehmigt.
Die Auszeichnung war bestimmt zur Verleihung an Mitglieder des Verbandes Deutscher Militär-Brieftauben-Züchter-Vereine, welche sich unter schwierigen wirtschaftlichen Verhältnissen durch Ablieferung von Tauben hervorgetan oder sich anderweitig um die Sicherstellung des Bedarfs der Front an Tauben verdient gemacht hatten.
Die Dekoration ist ein aus Eisen gefertigtes graues Kreuz. Auf den Kreuzarmen innerhalb einer Umrandung Eichenblätter. In der Kreuzmitte das nach rechts gewandte Profil von Kaiser Wilhelm II. Rückseitig auf dem oberen Kreuzarm eine fliegende Taube und darunter die fünfzeilige Inschrift  FÜR VERDIENSTE UM DAS MILITAER BRIEFTAUBENWESEN. Auf den restlichen Kreuzarmen die Darstellung eines Schützengrabenkampfes sowie eines Soldaten, der eine Brieftaube aufsteigen lässt.
Getragen wurde die Auszeichnung an einem blauen Band auf der linken Brust.